# Studio K7
Studio K7, auch bekannt als Stud!o K7 und !K7, zudem Studio !K7, ist ein deutsches Musiklabel.

## Geschichte
Das Label ging ursprünglich aus dem Szenetreff Café Swing mit dem dazugehörigen Videovertrieb United Video System am Nollendorfplatz in Berlin-Schöneberg hervor. Aufgrund größerer Videoproduktionen und aufwendigerer Konzertmitschnitte, u. a. Berlin Atonal entschloss sich der feste künstlerische Kern, bestehend aus Reiner Bumke, Stephan Guntli, Michael F. Huse und Horst Weidenmüller 1984 zur Gründung der unabhängigen Video- und Fernsehproduktion Studio K7 – audiovisuelle Kommunikation. Der Name, geschrieben als STUD!O K7, geht auf den Standort des ersten Büros in Berlin-Charlottenburg am Kaiserdamm 7 zurück; das im Logo vorangestellte Ausrufezeichen ist Rudiment des von der Designerin Petra Bielefeld auf den Kopf gestellten „i“s: „STUD!O K7“ zu „!K7“.
Mit schrittweiser Auflösung der Partnerschaft zwischen den Gründungsmitgliedern 1991 bis 1993 wurde Stud!o K7, wie der von Horst Weidenmüller 1996 zusätzlich gegründete Ableger !K7 Records, ein in Berlin betriebenes Musiklabel für elektronische Musik. !K7 ist bis heute eines der wenigen verbleibenden komplett unabhängigen großen Labels in Deutschland.
Das Label verlegt u. a. Tonträger von Künstlern wie Kruder & Dorfmeister, Herbert, Ursula Rucker, Carl Craig, Hot Chip, Stateless, A Guy Called Gerald und vielen anderen, international renommierten Künstlern.
1991 wurde mit der Veröffentlichung der sogenannten „3-LUX Serie“ und „X-Mix Serie“ begonnen, einer Serie digitaler Video-Clips und auf diese speziell abgestimmter DJ-Sets.
1995 wurde die „DJ-Kicks-Serie“ ins Leben gerufen. Ziel war es, DJ-Mixe nicht nur für den Dancefloor, sondern auch für die heimische Stereoanlage zu kreieren. Solche Mixe wurden u. a. von Kruder & Dorfmeister, Nightmares on Wax, Thievery Corporation, Tiga, Hot Chip, Carl Craig, Henrik Schwarz und den Stereo MCs veröffentlicht. Bis zum heutigen Tag wurden mittlerweile mehr als 75 Teile dieser Kompilation veröffentlicht.
Das Repertoire von !K7 umfasst verschiedene Spielarten aktueller elektronischer Musik. Nachdem man sich in den ersten Jahren ausschließlich auf die Veröffentlichung von DJ Mixen konzentriert hatte, begann man ab 1996 auch reguläre Künstleralben zu veröffentlichen. Seitdem gilt K7 als eines der vielfältigsten Labels im Elektronikbereich.
Zudem gehören die Unterlabel AUS, Strut, 7K!, Ever und Soul Bank Music sowie historisch Rapster und Gold Dust Media zu der !K7 Label Group. Rapster und Gold Dust Media konzentrierten sich in ihren Veröffentlichungen auf die verschiedenen Varianten urbaner Musik und veröffentlichten z. B. Tonträger von Künstlern wie Jazzy Jeff, Roy Ayers und Plantlife. Rapster arbeitete bei seinen Veröffentlichungen eng mit dem englischen Label BBE zusammen und eine Vielzahl der Veröffentlichungen entstanden in enger Kooperation der beiden Labels. Bei Ever dagegen finden sich hauptsächlich dem Independent-Bereich zuordenbare Veröffentlichungen. Strut Records wiederum konzentriert sich auf die Wiederveröffentlichung verschiedener Musik aus den 70er und 80er Jahren, von Afrobeat bis zu italienischer Disko. Zudem arbeitete man für den Sommer 2008 an der Veröffentlichung des ersten Studioalbums von Grandmaster Flash seit Jahren. Zu deren wichtigsten zeitgenössischen Bands gehört das Souljazz Orchestra aus dem kanadischen Ottawa sowie Pat Thomas & Kwashibu Area band.